# Leucochrysa clepsydra
Leucochrysa clepsydra är en insektsart som beskrevs av Banks 1918. Leucochrysa clepsydra ingår i släktet Leucochrysa och familjen guldögonsländor. Inga underarter finns listade i Catalogue of Life.